# Patiala
Patiala är en stad i sydöstra delen av den indiska delstaten Punjab. Den är administrativ huvudort för ett distrikt med samma namn och hade 406 192 invånare vid folkräkningen 2011, med förorter 446 246 invånare. Staden ligger 45 km från Chandigarh och citrka 250 kilometer från Delhi.
Förr fanns här ett furstendöme som ingick i det forntida riket Malwa.
Staden Patiala fick med Mohindra College regionens första högskola med examinationsrätt 1870. I staden och dess närhet finns flera gamla befästningar, bland annat Qila Mubarak. Ett palats, Moti Bagh Palace, uppfördes under mitten av 1800-talet av Patialas maharadja. 